# Tom Cloudman
Tom « Hématome » Cloudman est un personnage imaginé et créé par Mathias Malzieu dans le roman Métamorphose en bord de ciel. 

## Son histoire
Le roman suit l'histoire de ce cascadeur raté mais néanmoins populaire. En effet, ses diverses prestations ratées lui offrent une cote de popularité telle qu'il devient un véritable comique auprès du public. Mais, à la suite d'une énième fracture, il est décelé chez lui une maladie incurable que Tom appellera « la Betterave ». Tom va donc se retrouver hospitalisé et va rencontrer des personnes comme Victor, un enfant de huit ans fan du cascadeur et Miss Endorphine une « femme-oiselle » qui va lui proposer un pacte. Tom Cloudman va donc devoir faire l'amour à cette femme-oiselle pour espérer pouvoir s'en sortir en se transformant en oiseau. La métamorphose va donc s'effectuer tout au long du roman et Tom va passer progressivement d'un physique d'homme à un physique d'oiseau. Il va se découvrir une passion pour la photographie grâce à un appareil nommé le « Dreamoscope » inventé par Giant Jack, ascendant d'Endorphine.
Durant son aventure, on apprend que Tom Cloudman est friand des musiques de Johnny Cash. Il est précisé aussi qu'il adore les livres et découvrira la photographie durant son périple. C'est donc un personnage aux multiples passions qui est présenté ici. Son rêve serait de voler ; d'ailleurs il fera tout pour ressembler à un oiseau ou du moins voler comme un oiseau avant d'en devenir vraiment un.

## Anecdotes
- Le moyen de transport de Tom Cloudman au début du roman est un cercueil, cela n'est pas sans rappeler Coffin Song, une chanson du groupe de Dionysos où le cercueil devient finalement un endroit chaleureux.
- Les Michel Platini sont les sept oiseaux de compagnie de Tom Cloudman appelés ainsi en hommage au joueur de football Michel Platini.
- Endorphine est un personnage qui pourrait s'apparenter aux autres romans de Mathias Malzieu. En effet, elle est nommée Miss Endorphine, les héros Jack et Tom sont toujours à la recherche d'une miss (Miss Acacia pour Jack). De plus elle est la descendante directe de Giant Jack, un autre personnage de roman de Mathias Malzieu, rencontré notamment dans La Mécanique du cœur et Maintenant qu'il fait tout le temps nuit sur toi. De plus, son nom est tiré d'un neurotransmetteur capable de procurer une sensation de bien être : l'endorphine.
- La fin du roman est suffisamment ouverte pour imaginer le véritable destin de Tom Cloudman. Ainsi, on pourrait se demander s'il s'est réellement transformé ou si tout cela n'était que folie. En effet, une interprétation possible serait que Tom se soit envolé dans un sens métaphorique.
- En dehors du roman, Mathias Malzieu a vraiment découvert la photographie, ce qui pourrait expliquer l'apparition du « Dreamoscope ».

## Tom et Dionysos
Certaines chansons du roman et du monde de Tom Cloudman sont reliés à l'album de Dionysos Bird 'n' Roll. Ainsi nous pouvons retrouver Platini(s) ou encore Dreamoscope. Des chansons sont plus implicites comme Sex With a Bird ou Le Retour de Jack l'inventeur. Mais le plus flagrant reste tout de même le single réservé au héros, Cloudman, un titre phare de l'album reprenant l'histoire de Tom Cloudman. Cependant, même si le clip retrace sa métamorphose, il ne suit pas la même histoire que le roman. Mathias Malzieu lui-même joue le rôle de Cloudman dans le clip.
En dehors de celles de Bird 'n' Roll, certaines musiques de Dionysos pourraient trouver un certain sens par le biais de ce personnage, par exemple L'Homme qui pondait des œufs ou encore Monsters in Love. Plus implicitement, on pourra retrouver Coffin Song et peut-être même Coiffeur d'oiseaux.